# Saison NBA Development League 2010-2011
Navigation
Saison 2009-2010 Saison 2011-2012
La saison NBA Development League 2010-2011 est la 10e saison de la NBA Development League, la ligue mineure de la National Basketball Association (NBA). L'Energy de l'Iowa remporte le titre de champion,  en s'imposant en finale face aux Vipers de Rio Grande Valley.
La ligue a été créée en 2001 sous le nom de National Basketball Development League (NBDL). La ligue a adopté son nom actuel en 2005 pour refléter son affiliation étroite avec la NBA.
Une franchise d’expansion, les Legends du Texas, ont rejoint les 15 équipes de la saison précédente.
La saison a commencé avec la draft, qui a eu lieu le 1er novembre 2010. Nick Fazekas, ancien joueur sélectionné lors de la draft NBA, a été choisi en premier choix par les Bighorns de Reno. 
La saison régulière a commencé le 18 novembre 2010 et s’est terminée le 4 avril 2011. L’Energy de l'Iowa a obtenu le meilleur bilan de la saison régulière avec 37 victoires et 13 défaites. Ils ont également remporté la conférence Est, tandis que les Bighorns de Reno ont remporté la conférence Ouest avec le deuxième meilleur bilan de la saison régulière avec 34 victoires et 16 défaites. La saison régulière a établi un nouveau record sur la fréquentation totale avec une augmentation de 7,9 % par rapport à la saison précédente.
Les playoffs ont commencé le 6 avril 2011. L’Energy de l'Iowa, a défait le Flash de l'Utah et les 66ers de Tulsa aux premiers et seconds tours. Le champion en titre, les Vipers de Rio Grande Valley, qui a été classé troisième, a défait le Jam de Bakersfield et les Bighorns de Reno dans le premier et le second tour respectivement. L'Energy et les Vipers ont débuté la finale le 24 avril 2011. L'Energy a remporté le premier match 123-106, tandis que les Vipers ont remporté le deuxième match 141-122 pour égaliser la série. Le 29 avril 2011, l’Energy a remporté le troisième match décisif pour remporter son tout premier titre.

## Équipes et entraîneurs
| Équipe                   | Ville                       | Salle                              | Entraîneur                                          | Affilié(s) NBA                                       |
| Conférence Est           | Conférence Est              | Conférence Est                     | Conférence Est                                      | Conférence Est                                       |
| ------------------------ | --------------------------- | ---------------------------------- | --------------------------------------------------- | ---------------------------------------------------- |
| Dakota Wizards           | Bismarck, Dakota du Nord    | Bismarck Civic Center              | Rory White                                          | Memphis Grizzlies, Washington Wizards                |
| Erie BayHawks            | Erie, Pennsylvania          | Tullio Arena                       | Jay Larranaga                                       | Cleveland Cavaliers, Toronto Raptors                 |
| Fort Wayne Mad Ants      | Fort Wayne, Indiana         | Allen County War Memorial Coliseum | Joey Meyer                                          | Detroit Pistons, Indiana Pacers, Milwaukee Bucks     |
| Iowa Energy              | Des Moines, Iowa            | Wells Fargo Arena                  | Nick Nurse                                          | Chicago Bulls, Phoenix Suns                          |
| Maine Red Claws          | Portland, Maine             | Portland Expo Building             | Austin Ainge                                        | Boston Celtics, Charlotte Bobcats                    |
| Sioux Falls Skyforce     | Sioux Falls, Dakota du Sud  | Sioux Falls Arena                  | Tony Fritz (jusqu'au 14 janvier 2011) Morris McHone | Miami Heat, Minnesota Timberwolves                   |
| Springfield Armor        | Springfield, Massachusetts  | MassMutual Center                  | Dee Brown                                           | New Jersey Nets, New York Knicks, Philadelphia 76ers |
| Conférence Ouest         |                             |                                    |                                                     |                                                      |
| Austin Toros             | Cedar Park, Texas           | Cedar Park Center                  | Brad Jones                                          | San Antonio Spurs                                    |
| Bakersfield Jam          | Bakersfield, Californie     | Jam Events Center                  | Will Voigt                                          | Los Angeles Clippers, Los Angeles Lakers             |
| Idaho Stampede           | Boise, Idaho                | Qwest Arena                        | Randy Livingston                                    | Denver Nuggets, Portland Trail Blazers               |
| New Mexico Thunderbirds  | Rio Rancho, Nouveau Mexique | Santa Ana Star Center              | Darvin Ham                                          | New Orleans Hornets, Orlando Magic                   |
| Reno Bighorns            | Reno, Nevada                | Reno Events Center                 | Eric Musselman                                      | Golden State Warriors, Sacramento Kings              |
| Rio Grande Valley Vipers | Hidalgo, Texas              | State Farm Arena                   | Chris Finch                                         | Houston Rockets                                      |
| Texas Legends            | Frisco, Texas               | Dr Pepper Arena                    | Nancy Lieberman                                     | Dallas Mavericks                                     |
| Tulsa 66ers              | Tulsa, Oklahoma             | Tulsa Convention Center            | Nate Tibbetts                                       | Oklahoma City Thunder                                |
| Utah Flash               | Orem, Utah                  | McKay Events Center                | Kevin Young                                         | Atlanta Hawks, Utah Jazz                             |

## Saison régulière

### Classement
| Conférence Est       | Conférence Est | Conférence Est | Conférence Est | Conférence Est |
| Équipe               | Victoires      | Défaites       | % de victoires | Écart          |
| -------------------- | -------------- | -------------- | -------------- | -------------- |
| Iowa Energy          | 37             | 13             | 74,0 %         | —              |
| Erie BayHawks        | 32             | 18             | 64,0 %         | 5              |
| Fort Wayne Mad Ants  | 24             | 26             | 48,0 %         | 13             |
| Dakota Wizards       | 19             | 31             | 38,0 %         | 18             |
| Maine Red Claws      | 18             | 32             | 36,0 %         | 19             |
| Springfield Armor    | 13             | 37             | 26,0 %         | 24             |
| Sioux Falls Skyforce | 10             | 40             | 14,0 %         | 27             |

| Conférence Ouest                | Conférence Ouest | Conférence Ouest | Conférence Ouest | Conférence Ouest |
| Équipe                          | Victoires        | Défaites         | % de victoires   | Écart            |
| ------------------------------- | ---------------- | ---------------- | ---------------- | ---------------- |
| Reno Bighorns                   | 34               | 16               | 68,0 %           | —                |
| Rio Grande Valley Vipers        | 33               | 17               | 66,0 %           | 1                |
| Tulsa 66ers                     | 33               | 17               | 66,0 %           | 1                |
| Bakersfield Jam                 | 29               | 21               | 58,0 %           | 5                |
| Utah Flash                      | 28               | 22               | 56,0 %           | 6                |
| Legends du Texas                | 24               | 26               | 48,0 %           | 10               |
| Idaho Stampede                  | 24               | 26               | 48,0 %           | 10               |
| Austin Toros                    | 22               | 28               | 44,0 %           | 12               |
| Thunderbirds du Nouveau-Mexique | 20               | 30               | 40,0 %           | 14               |

### Statistiques individuelles
| Catégorie                      | Joueur             | Équipe                                 | Statistique |
| ------------------------------ | ------------------ | -------------------------------------- | ----------- |
| Points par match               | Trey Johnson       | Bakersfield Jam                        | 25,5        |
| Rebonds par match              | Jeff Adrien        | Rio Grande Valley Vipers Erie BayHawks | 11,4        |
| Passes décisives par match     | Curtis Stinson     | Iowa Energy                            | 9,8         |
| Interceptions par match        | Chris Lofton       | Iowa Energy                            | 2,1         |
| Contres par match              | Sean Williams      | Texas Legends                          | 2,9         |
| Pourcentage au tir             | Latavious Williams | Tulsa 66ers                            | 63,9%       |
| Pourcentage à 3 points         | Moses Ehambe       | Iowa Energy Austin Toros               | 49,5%       |
| Pourcentage aux lancers-francs | Blake Ahearn       | Erie BayHawks                          | 96,2%       |
| Double-doubles                 | Curtis Stinson     | Iowa Energy                            | 28          |
| Triple-doubles                 | Curtis Stinson     | Iowa Energy                            | 5           |

## Playoffs
|  | Premier tour | Premier tour         | Premier tour |                      |   | Demi-finales  | Demi-finales | Demi-finales |  |  | Finale | Finale      | Finale |
|  |              |                      |              |                      |   |               |              |              |  |  |        |             |        |
|  | 7            | Iowa Energy          | 2            |                      |   |               |              |              |  |  |        |             |        |
|  | 1            | Utah Flash           | 1            |                      |   |               |              |              |  |  |        |             |        |
|  | 1            | Utah Flash           | 1            |                      | 1 | Iowa Energy   | 2            |              |  |  |        |             |        |
|  |              |                      |              |                      | 1 | Iowa Energy   | 2            |              |  |  |        |             |        |
|  |              |                      | 8            | Tulsa 66ers          | 0 |               |              |              |  |  |        |             |        |
|  | 8            | Tulsa 66ers          | 8            | Tulsa 66ers          | 0 | 2             |              |              |  |  |        |             |        |
|  | 8            | Tulsa 66ers          |              |                      |   | 2             |              |              |  |  |        |             |        |
|  | 4            | Legends du Texas     | 0            |                      |   |               |              |              |  |  |        |             |        |
|  |              |                      |              |                      |   |               |              |              |  |  | 2      | Iowa Energy | 2      |
|  |              |                      | 8            | Rio Grande V. Vipers | 1 |               |              |              |  |  |        |             |        |
|  | 6            | Reno Bighorns        | 2            |                      |   |               |              |              |  |  |        |             |        |
|  | 2            | Erie BayHawks        | 1            |                      |   |               |              |              |  |  |        |             |        |
|  | 2            | Erie BayHawks        | 1            |                      | 2 | Reno Bighorns | 0            |              |  |  |        |             |        |
|  |              |                      |              |                      | 2 | Reno Bighorns | 0            |              |  |  |        |             |        |
|  |              |                      | 3            | Rio Grande V. Vipers | 2 |               |              |              |  |  |        |             |        |
|  | 5            | Rio Grande V. Vipers | 3            | Rio Grande V. Vipers | 2 | 2             |              |              |  |  |        |             |        |
|  | 5            | Rio Grande V. Vipers |              |                      |   | 2             |              |              |  |  |        |             |        |
|  | 3            | Bakersfield Jam      | 1            |                      |   |               |              |              |  |  |        |             |        |

## Finale
|  |                          |  |     |     |     |
|  | Finale                   |  |     |     |     |
|  |                          |  |     |     |     |
|  |                          |  |     |     |     |
|  | Iowa Energy              |  | 123 | 122 | 119 |
|  | Iowa Energy              |  | 123 | 122 | 119 |
|  | Rio Grande Valley Vipers |  | 106 | 141 | 111 |

## Récompenses
MVP de la saison régulière : Curtis Stinson (Energy de l'Iowa)
Rookie de l'année : DeShawn Sims (Red Claws du Maine)
Défenseur de l'année : Chris Johnson (Wizards du Dakota)
Joueur d'impact de l'année : Jeff Adrien (Vipers de Rio Grande Valley)
Joueur ayant le plus progressé : Dar Tucker (Thunderbirds du Nouveau-Mexique)
Prix Jason Collier pour l'esprit sportif : Larry Owens (66ers de Tulsa)
Entraîneur de l'année : Nick Nurse (Energy de l'Iowa)
Dirigeant de l'année : Bert Garcia (Vipers de Rio Grande Valley)
MVP du All-Star D-League : Courtney Sims (Energy de l'Iowa)
| All-NBA D-League First Team : - Joe Alexander (Legends du Texas) - Chris Johnson (Wizards du Dakota) - Ivan Johnson (BayHawks d'Érié) - Trey Johnson (Jam de Bakersfield) - Curtis Stinson (Energy de l'Iowa) | All-NBA D-League Second Team : - Jeff Adrien (Vipers de Rio Grande Valley) - Marcus Cousin (Toros d'Austin / Vipers de Rio Grande Valley) - Orien Greene (Flash de l'Utah) - Othyus Jeffers (Energy de l'Iowa) - Larry Owens (66ers de Tulsa) | All-NBA D-League Third Team : - Antonio Daniels (Legends du Texas) - Patrick Ewing Jr. (Skyforce de Sioux Falls / Bighorns de Reno) - Jerel McNeal (Vipers de Rio Grande Valley) - DeShawn Sims (Red Claws du Maine) - Sean Williams (Legends du Texas) |